# 竹東神社
24°43′59″N 121°05′15″E / 24.733022°N 121.087603°E
竹東神社為台灣日治時期於1942年設立在新竹州竹東街的神社。

## 介紹
竹東郡當局在1937年提出了竹東神社造營計畫，作為鎮守竹東郡約八萬郡民的神社，但計畫後因神社基地選擇而延宕，直到1938年才較順利進行，並以紀念皇紀2,600年（1941年）為名，計畫在1941年完工。神社後來選址在竹東郡的行政商業中心──竹東街，位在竹東街上公館的山腳下，並由官方以半強迫的方式吳錦堂家族將土地捐出。神社建社預算七萬圓，規劃興建本殿、幣殿、拜殿、祭器庫、神饌所、神門、社務所、神職宿舍等設施。於1939年1月，竹東郡守、庶務及警察課長一同至竹東郡蕃地霞喀羅大山檜木林踏查，挑選用作神社木材的檜木。1942年2月26日舉行竹東神社本殿上棟式。1942年10月20日，竹東神社舉行鎮座祭啟用。